# 53 Возничего
53 Возничего (лат. 53 Aurigae, HD 47152) — двойная звезда в созвездии Возничего на расстоянии приблизительно 383 световых лет (около 117 парсеков) от Солнца. Видимая звёздная величина звезды — +5,744m.

## Характеристики
Первый компонент — бело-голубая звезда спектрального класса B9Mn. Масса — около 2,49 солнечных. Эффективная температура — около 9417 К.
Второй компонент — жёлто-белая звезда спектрального класса F0m. Эффективная температура — около 7250 К. Орбитальный период — около 38,9 лет. Удалён на 0,1 угловой секунды.